# Incendie du camp de réfugiés de Balukhali
L'incendie du camp de réfugiés de Balukhali est un incendie survenu le 22 mars 2021 dans le camp de réfugiés de Balukhali (en) à Cox's Bazar, au Bangladesh, qui a détruit une grande partie du camp, tué 15 personnes et fait près d'un millier de blessés ou de disparus. Il aurait été déclenché lorsque les bouteilles de gaz utilisées pour la cuisine ont explosé, l'incendie a été combattu par 100 pompiers et a brûlé pendant environ huit heures jusqu'à minuit le même jour.
L'incendie a déplacé environ 50 000 réfugiés rohingyas du génocide en Birmanie et détruit de nombreux bâtiments, y compris des écoles et des centres de stockage de nourriture. Les premiers intervenants à la crise étaient des réfugiés du camp eux-mêmes. Le lendemain, les agences humanitaires s'étaient jointes à l'effort de sauvetage, promettant de la nourriture, de l'argent et du matériel. Certains observateurs ont signalé que les efforts de sauvetage ont été entravés par des clôtures en fil de fer barbelé autour du camp, ce qui suggère que cela a peut-être ralenti les évadés et peut-être contribué aux pertes.

## Contexte
En 2017, la grande majorité des Rohingyas ont été déplacés et sont devenus des réfugiés à la suite du génocide. Au plus fort de la crise en 2017, plus d'un million de Rohingyas ont été contraints de fuir vers d'autres pays. La plupart ont fui vers le Bangladesh tandis que d'autres ont fui vers l'Inde, la Thaïlande, la Malaisie et d'autres régions d'Asie du Sud et du Sud-Est. Selon les Nations unies, en juillet 2019, plus de 742000 Rohingyas qui avaient fui ou été chassés de l'État d'Arakan ont cherché refuge au Bangladesh.
On pense que le camp de Balukhali fait partie du plus grand camp de réfugiés du monde et qu'il héberge environ un dixième du million de réfugiés rohingyas du Bangladesh. Le représentant régional du HCR a déclaré que les femmes et les enfants constituaient la majorité de sa population. Il avait déjà subi un grand incendie en 2017, causé par l'explosion de bouteilles de gaz. De plus petits incendies s'étaient déclarés dans les deux jours précédents, détruisant un certain nombre de huttes, tandis qu'en janvier 2021, un autre incendie avait brûlé quatre écoles.
Le gouvernement bangladais a transféré des réfugiés sur l'île de Bhasan Char dans le golfe du Bengale, une politique largement condamnée car l'île pourrait facilement être submergée par un typhon.

## Incendie

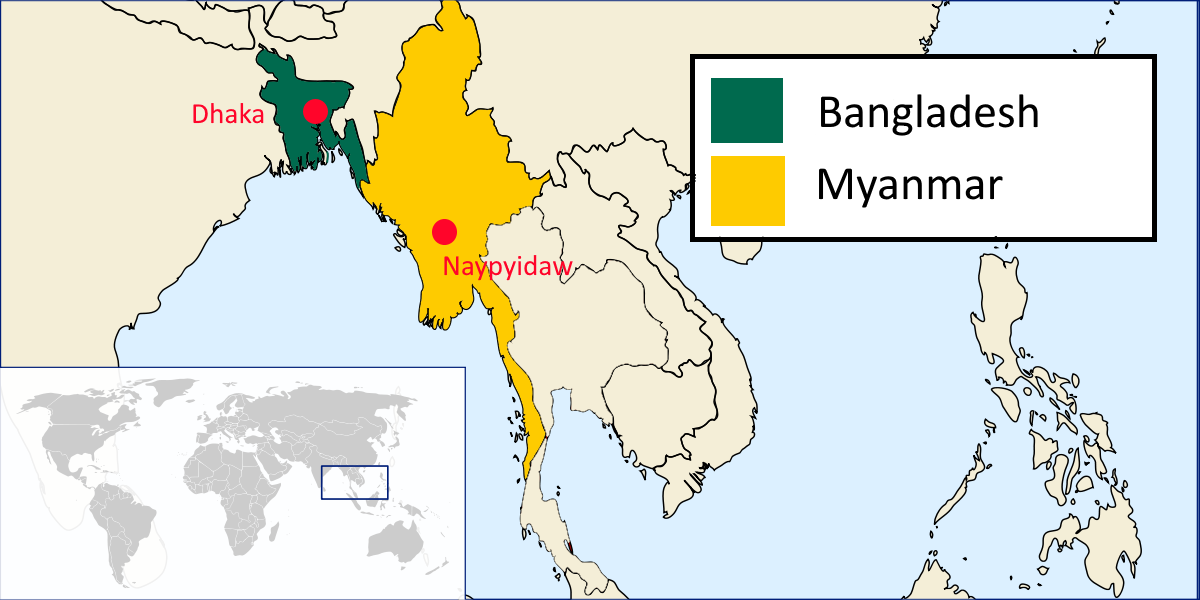
Bangladesh et Birmanie situés en Asie du Sud-Est. Les points rouges indiquent les capitales de chaque pays.

En fin d'après-midi du 22 mars 2021, un incendie s'est déclaré dans le camp de Balukhali, au sud-ouest de Cox's Bazar. Les résidents ont décrit plus tard comment cela avait commencé dans le sud et s'était répandu à grande vitesse à travers quatre blocs, et la panique a éclaté alors que les gens essayaient de s'échapper.
Le Programme alimentaire mondial a déclaré qu'un certain nombre de ses entrepôts de distribution alimentaire avaient été détruits, tout comme les dispensaires, les mosquées, les centres communautaires et un espace sûr pour les femmes géré par l'International Rescue Committee (IRC). Le chef de la délégation du Mouvement international de la Croix-Rouge et du Croissant-Rouge au Bangladesh a déclaré que plus de 17 000 abris (probablement 40 000 et la plupart d'entre eux, construits à partir de bambou et de bâche, de fortune) étaient détruits, déplaçant «des dizaines de milliers de personnes».

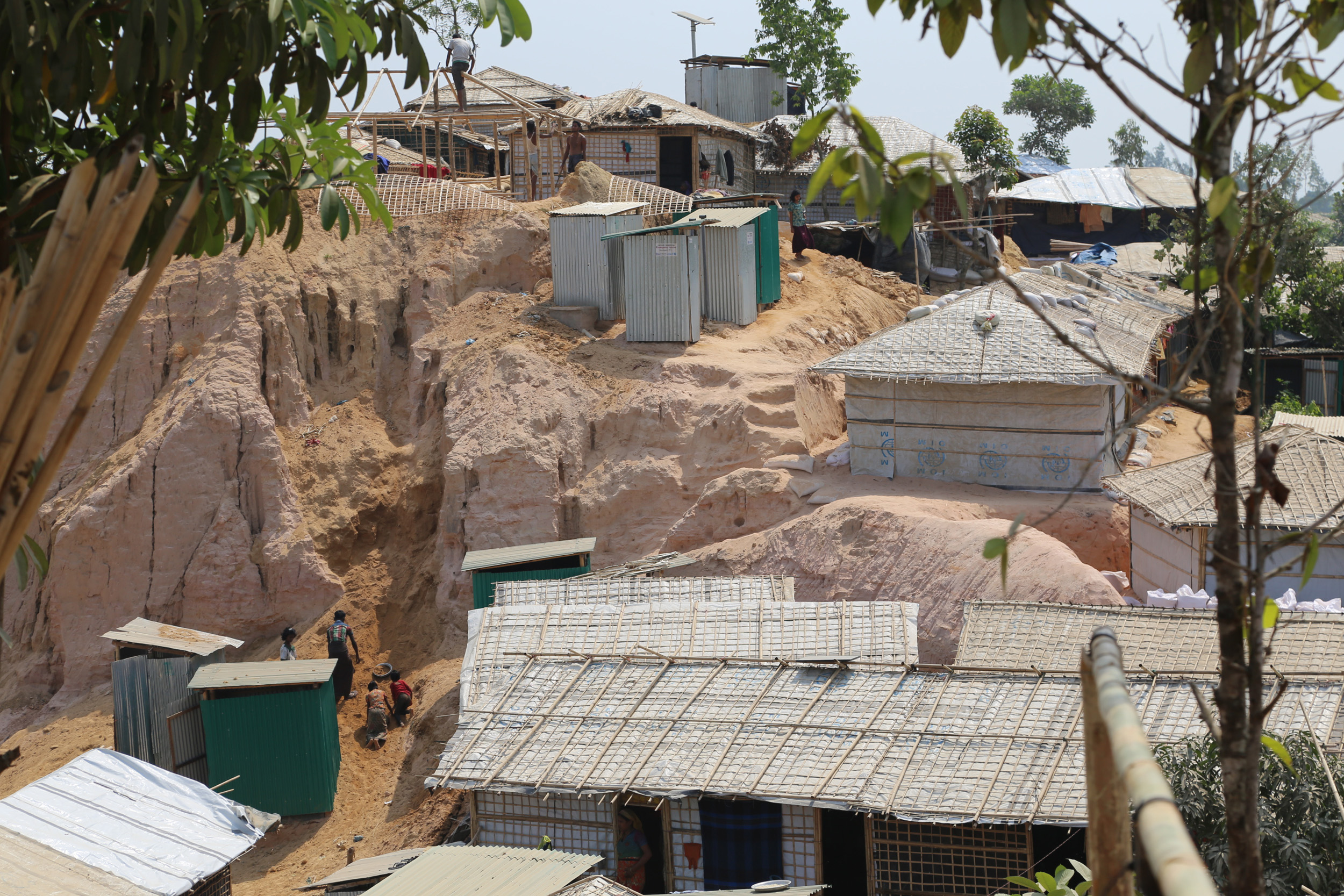
Cabanes de fortune dans le camp de réfugiés de Balukhali en 2018.

Les rapports locaux ont déclaré que le feu brûlait huit heures après son déclenchement, et a continué "jusque tard dans la nuit", a rapporté le magazine Time. Un réfugié rohingya a été signalé par NPR comme leur disant comment "tout s'est passé. Des milliers sont sans maison"; à l'inverse, suggéraient les Catholic Relief Services, il était chanceux que l'incendie se soit déclaré dans l'après-midi plutôt que la nuit, car «les gens se déplaçaient et les enfants jouaient dehors, afin qu'ils puissent rapidement évacuer». Le Times Of India a déclaré qu'"au moins quatre équipes de pompiers luttaient pour contrôler l'incendie" montrant une épaisse fumée noire recouvrant le camp.

## Victimes
Les premiers rapports indiquent qu'au moins 15 personnes sont mortes, et environ 400 autres sont portées disparues, selon le HCR, qui l'a qualifiée de "massive, c'est dévastatrice". La majorité des réfugiés du camp étaient des femmes et des enfants, et un porte-parole du gouvernement a confirmé qu'un certain nombre de morts étaient des enfants et que plusieurs des disparus étaient enterrés dans les décombres. Le HCR a également suggéré que 560 personnes avaient été blessées et 45 000 déplacées.

## Enquête
La cause de l'incendie était inconnue, bien qu'elle fasse l'objet d'une enquête de la police bangladaise. Un certain nombre d'observateurs des droits humains ont critiqué le placement de barbelés autour du camp, arguant que cela avait empêché des personnes ("y compris des femmes et des filles particulièrement vulnérables", a déclaré l'IRC) de fuir l'incendie, et peut-être contribué au bilan des morts. Jan Egeland du Conseil norvégien pour les réfugiés (en) (NRC) a fait valoir que "cet événement tragique aurait pu être moins désastreux si des clôtures en fil de fer barbelé n'avaient pas été érigées autour des camps. Le personnel du CNRC a entendu des récits horribles de réfugiés au sujet de leur bousculade pour couper à travers les clôtures métalliques pour sauver leurs familles et échapper à l'incendie. et atteindre la sécurité". La police, cependant, a rejeté les allégations concernant les barbelés, et un porte-parole du gouvernement, a rapporté Channel NewsAsia, a déclaré que "la clôture n'était pas un problème majeur", blâmant la vitesse avec laquelle le feu s'est répandu plutôt que les clôtures en fil de fer barbelé pour les blessés.
On s'est également demandé pourquoi les incendies semblaient commencer avec une fréquence relative, un responsable local des pompiers ayant déclaré que trois incendies s'étaient produits en quatre jours; Amnesty International a déclaré que, à leur avis, "la fréquence des tirs dans les camps est trop fortuite, en particulier lorsque les résultats des enquêtes précédentes sur les incidents ne sont pas connus et qu'ils ne cessent de se répéter", tandis qu'un porte-parole des réfugiés a noté qu'"on ne sait pas pourquoi ces incendies se produisent à plusieurs reprises dans les camps". CBS a rapporté que le Bangladesh soupçonne un incendie criminel, notant que "les responsables là-bas disent que c'est trop une coïncidence d'avoir autant d'incendies en si peu de temps". Bien que l'incendie se soit éteint en 48 heures, sa cause est encore inconnue.

## Réponse
Le Programme alimentaire mondial (PAM) a estimé que jusqu'à 87 500 personnes seraient finalement touchées par l'incendie, le Mouvement international de la Croix-Rouge et du Croissant-Rouge évaluant le chiffre à 123 000. Les agences d'aide ont déclaré que la situation resterait critique en raison de la proximité de la saison des cyclones.

### Aide étrangère
Les premiers intervenants à l'incendie étaient des réfugiés rohingyas eux-mêmes. La Voix de l'Amérique a rapporté que plusieurs agences d'aide ont envoyé une "aide d'urgence". Le porte-parole du Haut-Commissariat des Nations unies pour les réfugiés a rapporté qu'il n'avait "jamais rien vu d'aussi massif et dévastateur" et que des équipes au sol menaient une opération de recherche et de sauvetage dans les décombres. Les agents de l'UNICEF travaillaient également dans le camp, administrant à la fois les premiers soins immédiats et aidant au relogement lorsque cela était possible. Les opérations de secours et de sauvetage ont été coordonnées par l'Organisation internationale pour les migrations (OIM), qui a fourni un million de dollars pour l'effort de secours, pendant que le PAM expédiait une cargaison de biscuits à haute teneur énergétique au camp et s'était arrangé pour que 60 000 repas chauds soient fournis le jour suivant.